# Działa Dahlgrena

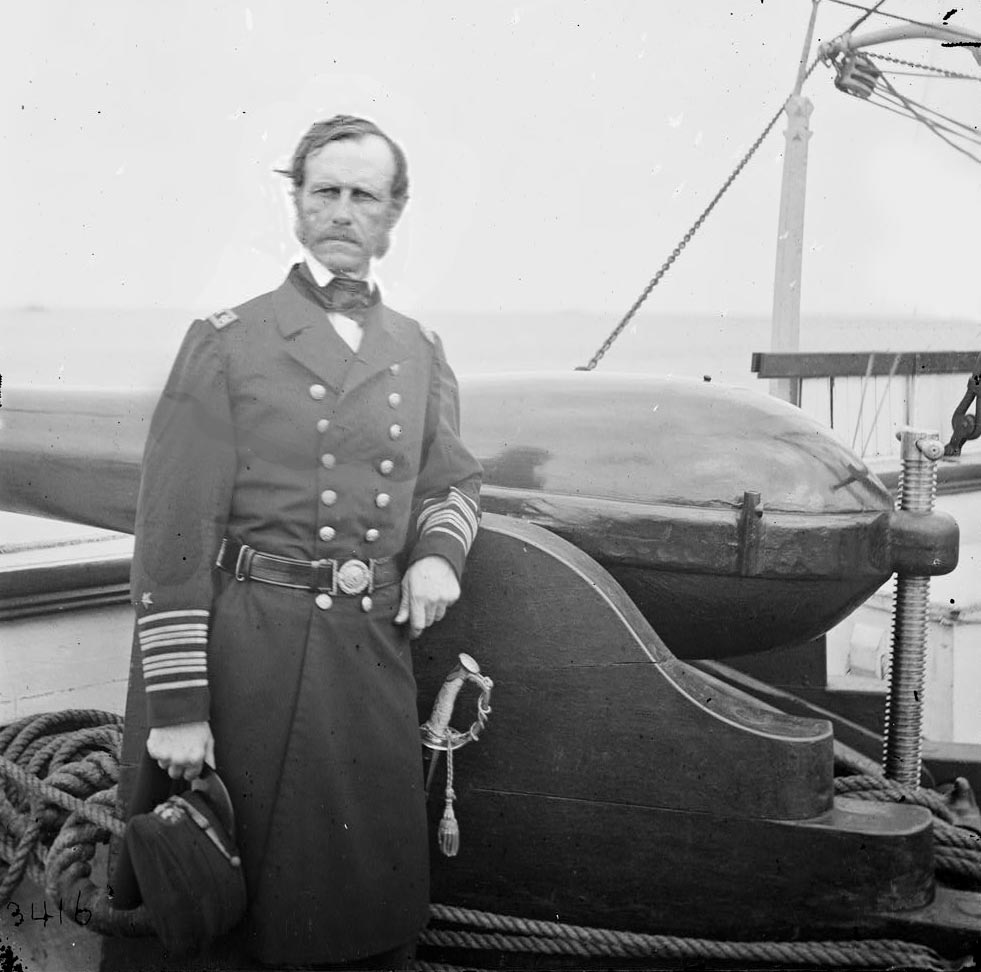
John A. Dahlgren przy 50-funtowym dziale gwintowanym swojego projektu

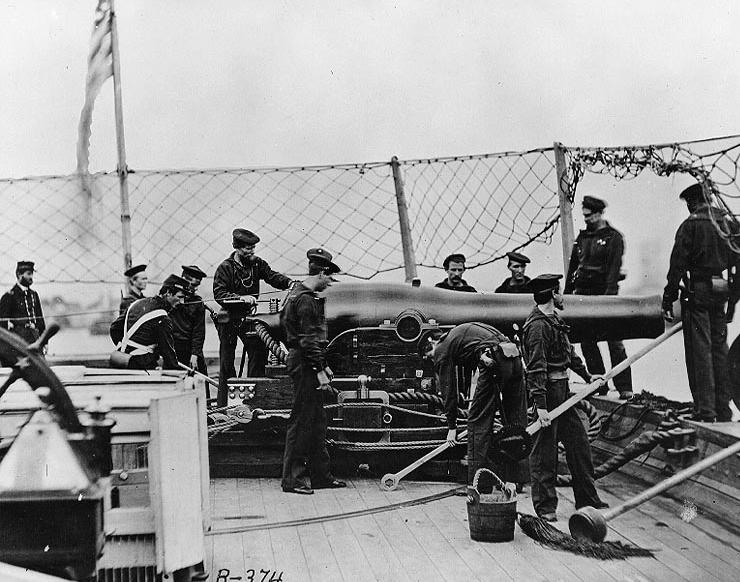
9-calowe działo Dahlgrena na USS „Miami”

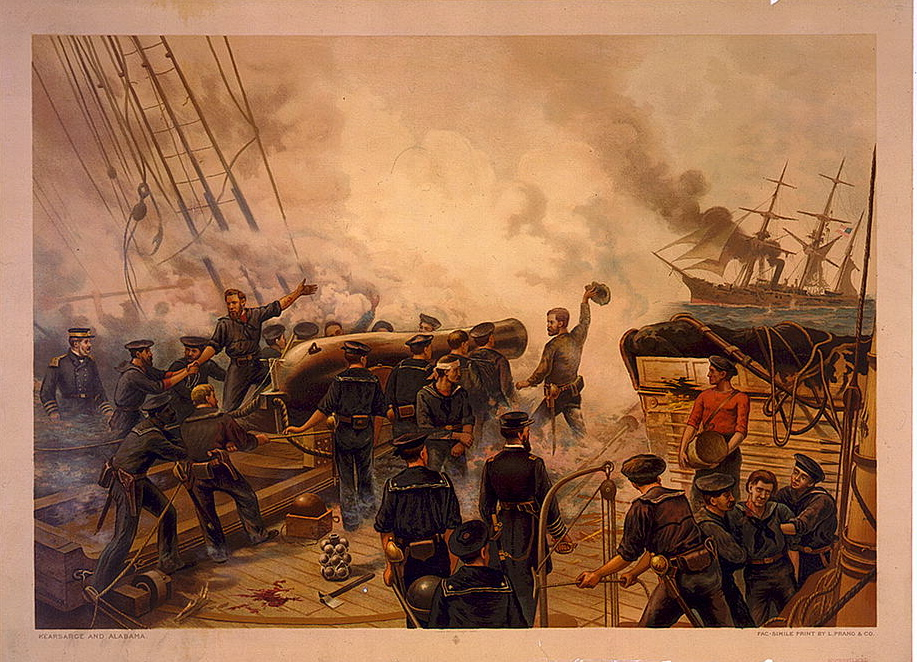
Działo Dahlgrena w czasie bitwy morskiej pod Cherbourgiem stoczonej pomiędzy dwoma amerykańskimi okrętami podczas wojny secesyjnej

Działa Dahlgrena (ang. Dahlgren gun) – rodzina odprzodowych dział okrętowych dużego kalibru skonstruowanych w połowie XIX wieku przez Johna A. Dahlgrena, używanych następnie przez marynarkę wojenną Stanów Zjednoczonych. Najbardziej znane są gładkolufowe działa Dahlgrena, charakteryzujące się możliwością strzelania zarówno pełnymi kulami, jak i granatami. Istniały także działa gwintowane konstrukcji Dahlgrena.

## Działa gładkolufowe
W ramach następującego w XIX wieku rozwoju artylerii okrętowej, od końca lat 30. tego wieku na wyposażenie marynarek wojennych świata zaczęły wchodzić działa haubiczne konstrukcji Paixhansa, przeznaczone do strzelania pociskami wybuchowymi – granatami. Od 1841 weszły też na wyposażenie marynarki USA (znane jako shell guns). Dla zwiększenia siły niszczącej pocisków, ich kaliber był większy od dotychczasowych dział, lecz słabszy ładunek prochowy umożliwiał zastosowanie cieńszej i krótszej lufy, a w konsekwencji zachowanie względnie niskiej masy działa. Nie nadawały się one jednak do strzelania tradycyjnymi pełnymi kulami żeliwnymi, gdyż ciężkie kule wymagały dłuższych luf i silniejszych ładunków prochowych, aby zapewnić wysoką celność i zasięg, a przez to wymagały wytrzymalszych i cięższych armat. W połowie stulecia oficer amerykańskiej marynarki i wynalazca John Adolphus Dahlgren (1809–1870) opracował ideę działa uniwersalnego, łączącego zalety klasycznej armaty (celność, zasięg) z działem haubicznym, które nadawało się do ujednolicenia baterii okrętowych, dotąd mieszanych z dział klasycznych i haubicznych. W styczniu 1850 zakończył projektowanie działa 9-calowego (229 mm), za którym następnie poszły działa innych kalibrów (8 cali – 203 mm, 10 cali – 254 mm, 11 cali – 279 mm i 15 cali – 381 mm z 1862). W amerykańskich źródłach tego okresu często ich kaliber zapisywano cyframi rzymskimi (na przykład XI-inch).
Główną innowacją dział Dahlgrena był kształt, powszechnie przyrównywany do „butelek sody” – miały one grubą część z komorą prochową, gdzie powstawały największe naprężenia, natomiast były znacznie cieńsze w stronę wylotu lufy, dla zaoszczędzenia masy. W ten sposób unikano niepotrzebnego pogrubiania ścianek lufy w miejscach, gdzie naprężenia były niewielkie. Pozwalało to na zwiększenie ich kalibrów, przy zachowaniu akceptowalnej masy dział. Działa Dahlgrena były wprawdzie cięższe od dział haubicznych, ale znacznie lżejsze od klasycznych dział takiego samego kalibru (8-calowe amerykańskie działo haubiczne ważyło około 2700 kg, 8-calowe działo Dahlgrena 2950 kg, a 64-funtowe działo klasyczne – 5400 kg, natomiast większe 9-calowe działo Dahlgrena – 4100 kg).
Armaty Dahlgrena były odlewane w sposób klasyczny w całości z żeliwa, z rozwiercanym przewodem lufy. Ich produkcja była jednak droga i skomplikowana, gdyż w celu uniknięcia różnego czasu stygnięcia partii lufy o różnej grubości, były one odlewane w postaci równych cylindrów, a następnie obrabiane mechanicznie z zewnątrz do skomplikowanego kształtu (klasyczne działa wówczas były odlewane do gotowego kształtu z zewnątrz). Na skutek rygorystycznych prób odbiorczych, dużo dział uległo rozerwaniu podczas strzelań testowych, chociaż przez to, według niektórych autorów, żadne działo nie rozerwało się w służbie.
Najbardziej popularne były działa 9-calowe, w dalszej kolejności 11-calowe. Armaty te znalazły szerokie użycie w wojnie secesyjnej w Stanach Zjednoczonych, na okrętach morskich i rzecznych. Większe armaty nadawały się do walki z nowo powstałymi okrętami pancernymi na małych dystansach. Między innymi, dwa działa 11-calowe stanowiły uzbrojenie pierwszego monitora – USS „Monitor”. Kilkudziesięciu zdobytych dział 9-calowych używali też konfederaci. Działa 15-calowe, opracowane w 1862, stanowiły jedyne uzbrojenie cięższych monitorów Unii. Największym działem było 20-calowe (508 mm) z 1864, o masie lufy ponad 43 tony i masie pocisków 490 kg, lecz nie zdążono go użyć w wojnie secesyjnej, a później nie wykorzystano go w praktyce. Armat Dahlgrena używano jako standardowych w marynarce wojennej USA do połowy lat 80. XIX wieku. W latach 70. część 11-calowych dział przerobiono na 8-calowe gwintowane.
Działa 11-calowe (279 mm) miały masę lufy około 7100 kg, masę pocisku pełnego 77 kg (170 funtów), masę granatu 62 kg, a działa 15-calowe (381 mm) miały masę lufy około 18 900 kg, masę pocisku pełnego 200 kg (440 funtów), masę granatu 159 kg.
Działa wzorowane na konstrukcji Dahlgrena zostały przyjęte także na uzbrojenie Rosyjskiej Floty Imperialnej: 30-funtowe (164 mm) z 1861 i 15-calowe (381 mm) z 1863 i 1868.